# Leonidas
Leonidas ist ein griechischer männlicher Personenname, der in der Neuzeit in verschiedenen Sprachen als Vorname genutzt wird.

## Herkunft und Bedeutung
Altgriechisch Λεωνίδας Leonidas, Ionisch Λεωνίδης Leonidis
Zusammensetzung von λέων leon „Löwe“ und dem patronymen Suffix ἴδης ides.

## Varianten
- Albanisch: Leonit
- Deutsch: Leonides, Leoneidas
- Französisch: Léonide
- Italienisch: Leonida
- Lettisch: Leonīds
- Portugiesisch: Leônidas
- Russisch: Леонид (Leonid)
- Spanisch: Leonidas
- Ukrainisch: Леонід (Leonid)
- Belarussisch: Leanid
- Kurzform: Lenas oder auch Leon oder Leo

## Namenstage
- 28. Januar Leonidas, Märtyrer zu Thebäis
- 15. April Leonidas von Athen, Bischof von Athen
- 16. April Leonidas von Trizina, Märtyrer zu Korinth
- 16. April Leonidas, Märtyrer zu Pontos
- 22. April Leonides, Märtyrer zu Alexandria
- 8. August Leonides, jugendlicher Märtyrer zu Konstantinopel
- 2. September Leonides, Märtyrer (Ort und Zeit unbekannt)
- 24. Oktober (evangelisch) und 11. Oktober (orthodox) Leonid von Optina, russischer Mönch und Seelsorger

## Bekannte Namensträger

### Antike Personen
- Leonidas I., spartanischer König von 490 bis 480 v. Chr.
- Leonidas II., spartanischer König von 254 bis 235 v. Chr.
- Leonidas von Alexandria, griechischer Mediziner des 1. Jahrhunderts n. Chr.
- Leonidas (Pädagoge), Lehrer Alexanders des Großen im 4. Jahrhundert v. Chr.
- Leonidas von Rhodos, erfolgreichster Läufer bei den antiken Olympischen Spielen
- Leonidas von Tarent, Dichter im 3. Jahrhundert v. Chr.
- Leonidas von Athen († um 250 n. Chr.), Bischof von Athen, Heiliger

### Vorname Leonidas
- Leonidas Alaoglu (1914–1981), kanadischer Mathematiker
- Leonidas Andrianopoulos (1911–2011), griechischer Fußballspieler
- Leonidas Donskis (1962–2016), litauischer Philosoph, Essayist, Professor und liberaler Politiker (EP-Mitglied)
- Leonidas E. Hill (1934–2012), US-amerikanischer Historiker und Hochschullehrer
- Leonidas Iza (* 1982), ecuadorianischer Menschenrechtler und Aktivist, politischer Anführer des indigenen Quechua-Panzaleo-Volkes
- Leonidas Kampantais (* 1982), griechischer Fußballspieler
- Leonidas Kavakos (* 1967), griechischer Violinist
- Léonidas Kestekides, Gründer der belgischen Schokoladenmanufaktur Leonidas
- Leonidas Kokas (* 1973), griechischer Gewichtheber
- Leonidas Kyrkos (1924–2011), griechischer Politiker
- Leonidas Lewicki (1840–1907), österreichisch-deutscher Maschinenbauingenieur und Hochschullehrer
- Leonidas Pelekanakis (1962–2021), griechischer Regattasegler
- Leonidas Polk (1806–1864), General der Konföderierten
- Leonidas von Popp (1831–1908), österreichischer Offizier (General der Infanterie), Professor für Strategie
- Leonidas Proaño (1910–1988), ecuadorianischer römisch-katholischer Priester und Theologe
- Leonidas Pyrgos (* 1871), griechischer Fechter, erster griechischer Goldmedaillen-Gewinner bei den Olympischen Spielen der Neuzeit
- Leonidas Sampanis (* 1971), griechischer Gewichtheber und Major der griechischen Luftwaffe
- Leônidas da Silva (1913–2004), brasilianischer Fußballspieler
- Leonidas Zoras (1905–1987), griechischer Komponist

### Vorname Leonid
- Leonid Iljitsch Breschnew (1906–1982), sowjetischer Politiker
- Leonid Sergejewitsch Bronewoi (1928–2017), sowjetischer bzw. russischer Theater- und Filmschauspieler
- Leonid Wladimirowitsch Charitonow (1930–1987), sowjetischer Schauspieler
- Leonid Dimov (1926–1987), rumänischer Dichter und Übersetzer
- Leonid Iowitsch Gaidai (1923–1993), russischer Regisseur und Drehbuchautor
- Leonid Hlibow (1827–1893), ukrainischer Schriftsteller, Dichter, Verleger, Fabelschreiber, Lyriker, Dramaturg und Publizist
- Leonid Hurwicz (1917–2008), US-amerikanischer Wirtschaftswissenschaftler und Nobelpreisträger
- Leonid Grigorjewitsch Judassin (* 1959), israelischer Schachmeister
- Leonid Semjonowitsch Kanewski (* 1939), sowjetisch-russisch-israelischer Schauspieler
- Leonid Witaljewitsch Kantorowitsch (1912–1986), sowjetischer Mathematiker und Ökonom
- Leonid Kinskey (1903–1998), russisch-US-amerikanischer Film- und Fernsehschauspieler
- Leonid Krawtschuk (1934–2022), ukrainischer Politiker
- Leonid Kutschma (* 1938), ukrainischer Politiker
- Leonid Levin (* 1948), ukrainischer Informatiker
- Leonid Isaakowitsch Mandelstam (1879–1944), russischer Physiker
- Leonid Markin (* 1981 oder 1982), russischer Pokerspieler
- Leonid von Optina (1768–1841),  russisch-orthodoxer Mönch und Seelsorger
- Leonid Aronowitsch Schwarzman (1920–2022), sowjetischer und russischer Illustrator und Zeichentrickfilmer
- Leonid Nikolajewitsch Sobolew (1844–1913), russisch-bulgarischer General, Politiker
- Leonid Stein (1934–1973), sowjetischer Großmeister im Schach
- Leonid Anatoljewitsch Trutnew (1951–1995), sowjetischer Schauspieler
- Leonid Ossipowitsch Utjossow (1895–1982), russischer Jazzsänger und Schauspieler

### Nachname
- Dimitri Leonidas (* 1987), britischer Schauspieler
- Georgina Leonidas (* 1990), britische Schauspielerin
- Stephanie Leonidas (* 1984), britische Schauspielerin

## Sonstige Bedeutungen
- Leonidas (Chocolatier)
- Leonidas (Panzer), ein Schützenpanzer Griechenlands